# هیرویوکی ایکئوچی
هیرویوکی ایکئوچی (ژاپنی: 池内博之؛ انگلیسی: Hiroyuki Ikeuchi؛ زادهٔ ۲۴ نوامبر ۱۹۷۶) بازیگر و مدل اهل ژاپن است.
پدر او کره‌ای-ژاپنی و مادرش از اهالی السالوادور است. وی رزمی‌کار نیز هست و کمربند مشکیِ جودو دارد و علاوه بر آن، ماهیگیری قهار هم هست.
از فیلم‌هایی که وی در آن نقش داشته است، می‌توان به جذبه، ایپ من، مخاطره و زن اشاره کرد.